# Kambal, Karibal
Kambal, Karibal è una serie televisiva filippina trasmessa su GMA Network dal 27 novembre 2017 al 3 agosto 2018.

## Trama
La storia è incentrata sui gemelli Crisanta e Criselda. Criselda muore a causa di una malattia rara e rimane uno spirito che appare solo a Crisanta. Il loro legame inizia a sfaldarsi quando entrambi si innamorano di Diego. La rivalità tra loro si accumula quando gli affetti della madre si concentrano su Crisanta. Quando le emozioni di Criselda la consumano e la sua anima trova il corpo di un'altra persona in cui abitare, torna a prendere sia l'affetto di sua madre che l'amore di Diego.

## Personaggi
- Crisanta "Crisan" Enriquez Magpantay / Victoria Enriquez Magpantay, interpretata da Bianca Umali
- Diego Ocampo de Villa, interpretato da Miguel Tanfelix
- Criselda "Crisel" Enriquez Magpantay / Amanda Enriquez Magpantay, interpretata da Pauline Mendoza
- Francheska "Cheska" Enriquez de Villa / Grace Akeem Nazar, interpretata da Kyline Alcantara
- Teresa Abaya-Bautista, interpretata da Jean Garcia
- Raymond de Villa / Samuel Calderon, interpretato da Marvin Agustin
- Allan Magpantay, interpretato da Alfred Vargas
- Geraldine Enriquez-Magpantay, interpretata da Carmina Villaroel
- Maria Anicia Enriquez, interpretata da Gloria Romero
- Emmanuel "Manuel" de Villa, interpretato da Christopher de Leon
- Michael Roy "Makoy" Claveria, interpretato da Jeric Gonzales
- Norilyn "Nori" Salcedo / Frenny, interpretata da Franchesca Salcedo
- Vincent De Jesus, interpretato da Rafa Siguion-Reyna
- Lilian Ocampo, interpretata da Sheree Bautista
- Mildred Abaya, interpretata da Raquel Monteza